# Pezizomycetes
Pezizomycetes este o clasă din sub-încrengătura Dikarya, a încrengăturii Ascomycota și subdiviziunea Pezizomycotina în Regnul Fungi care conține doar ordinul Pezizales. Multe specii cunoscute, foarte apreciate sau ferite fac parte din acest ordin, astfel ciuperci ale genurilor Gyromitra, Helvella, Morchella, Tuber și Verpa.

## Istoric
În 1997, această clasă a fost determinată de micologii suedezi Ove E. Erikson și Katarina Winka, membrii ai Phylogenetic Mycology Group (PMG) în Department of Ecological Botany al Universității Umea. Un articol respectiv a fost publicat în volumul 1 al jurnalului micologic Myconet.

## Descriere
Această clasă a fost creată în special spre deosebire de cea numită Orbiliomycetes, care nu are stromă, cu o țesătură structurală densă pentru producerea corpurilor fructifere, având apoteci mici în formă de disc, care sunt de obicei convexe, colorate sau translucide. Ascosporii lor sunt mici (de obicei mai mici de 10 x 1 microni), hialini și au o formă ovală sau elipsoidală.
Grupul Leotiomyceta în subdiviziunea Pezizomycotina reprezintă toate ciupercile ascomicete filamentoase, excluzând clasele Pezizomycetes și Orbiliomycetes. Această decizie este bine susținută în mai multe studii care au comparat secvențele de ADN în fungi.
După ce această clasă constă numai din un singur ordin, este nu rar văzută/aplicată drept sinonim al ordinului Pezizales. Pentru informații suplementare vezi de acea acolo.

## Specii apartenente clasei (exemple)

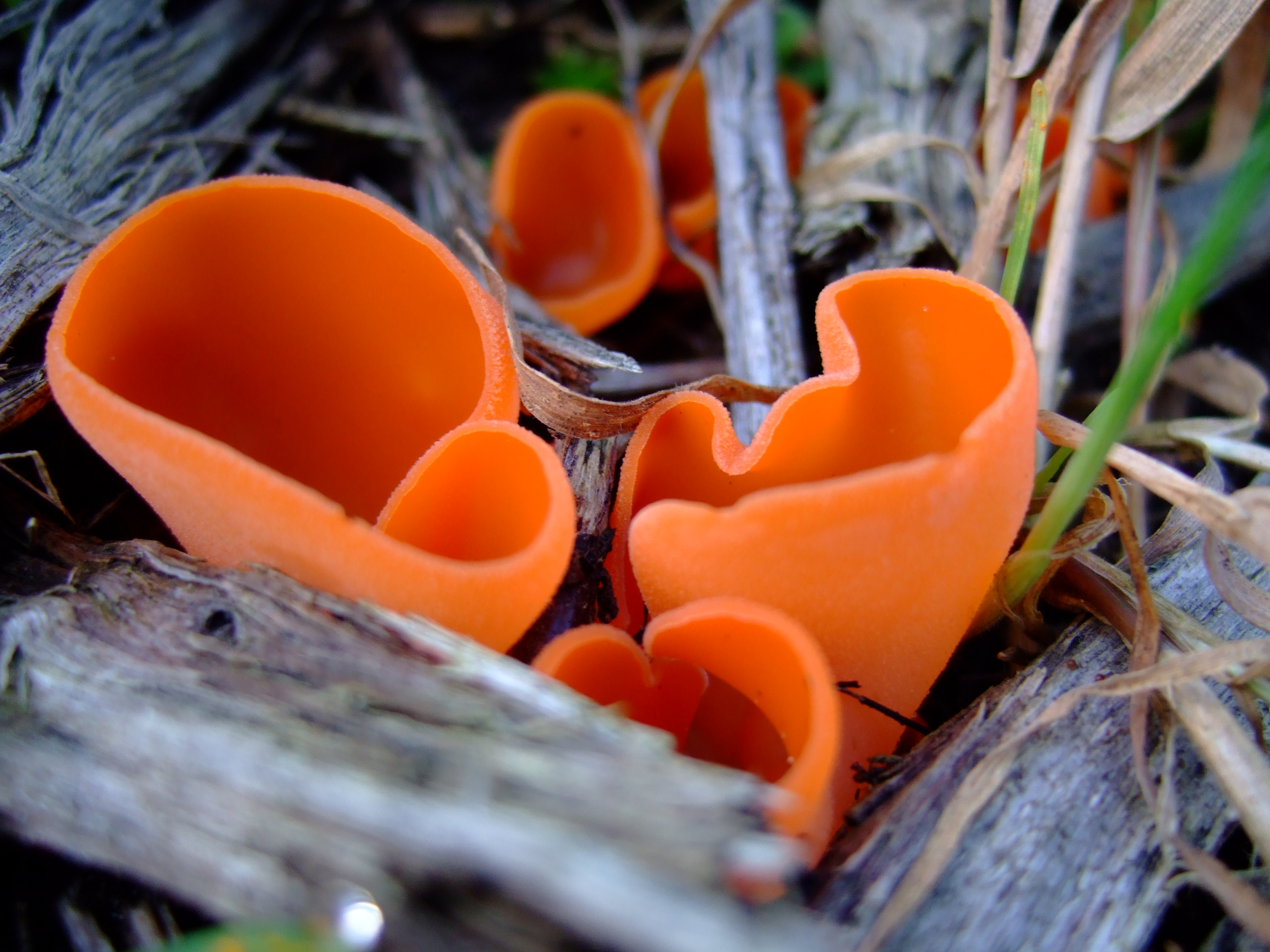
Aleuria aurantia
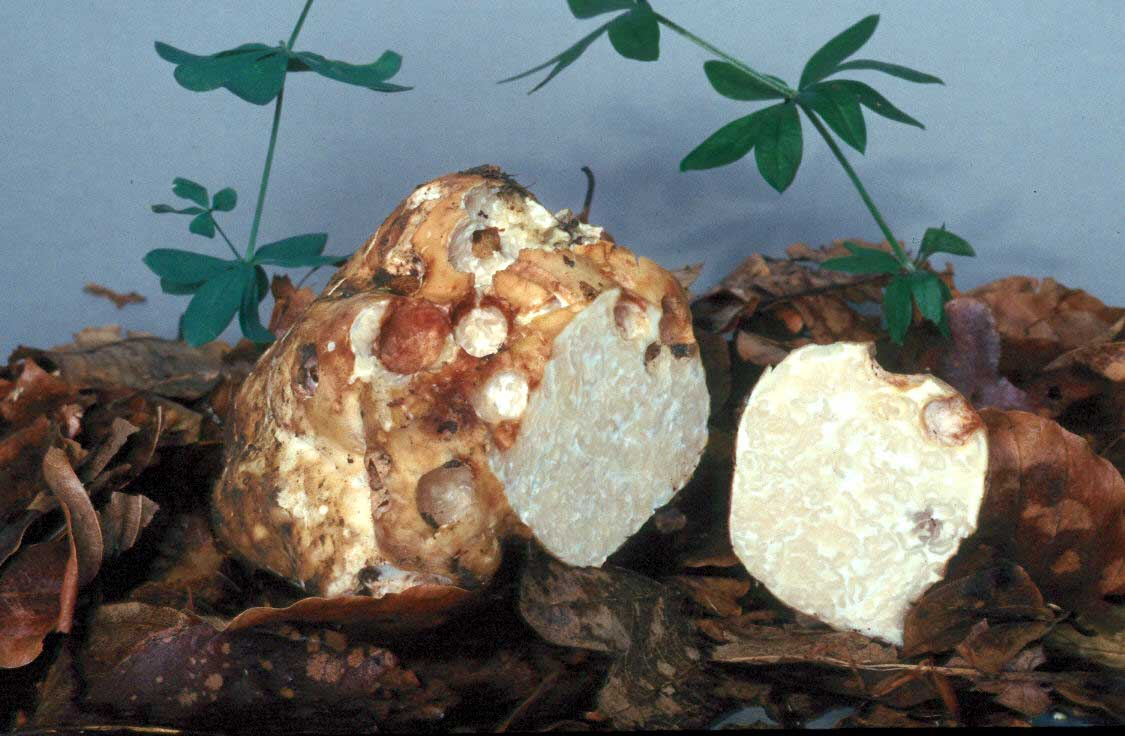
Choiromyces meandriformis
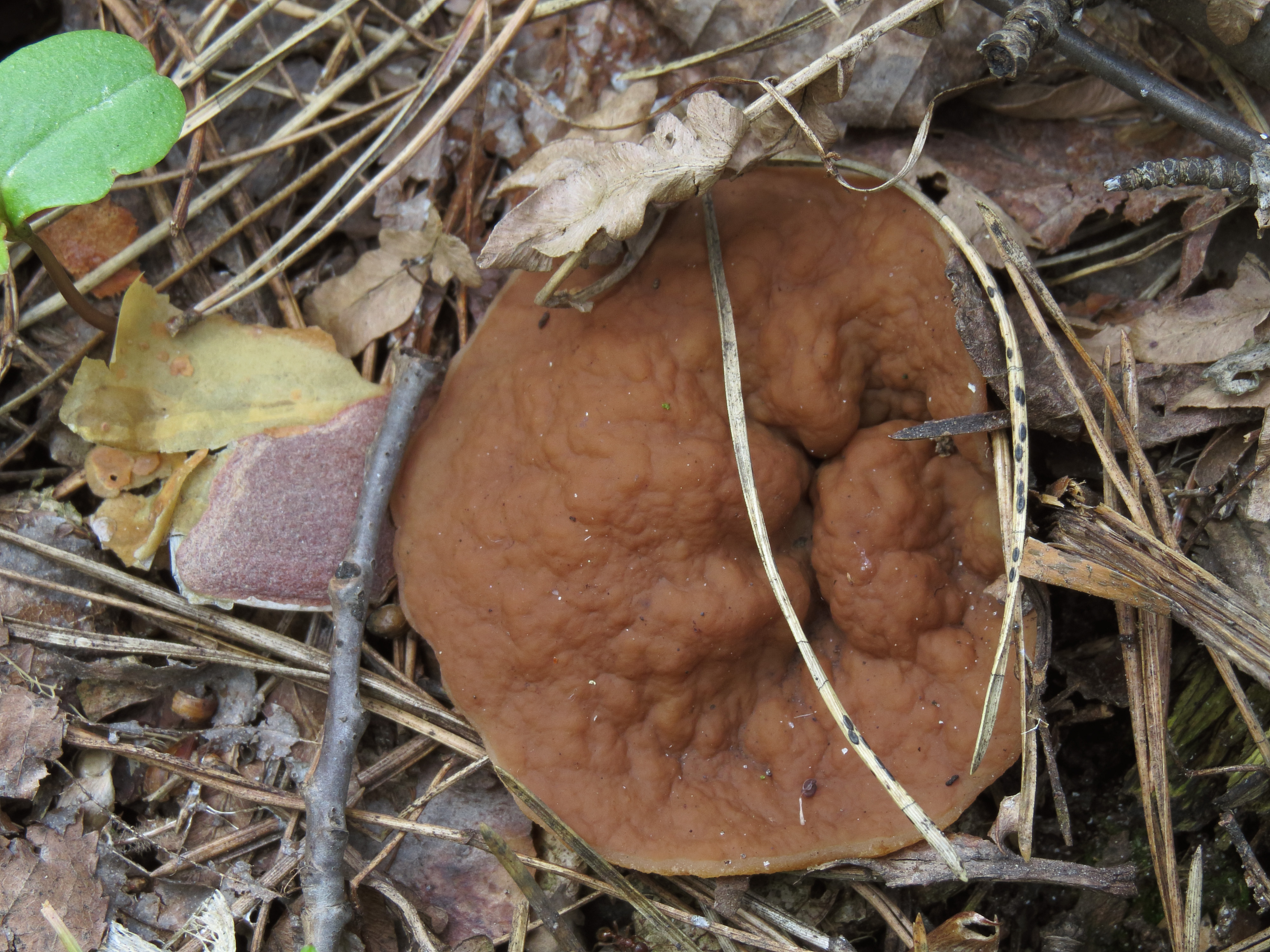
Discina ancilis
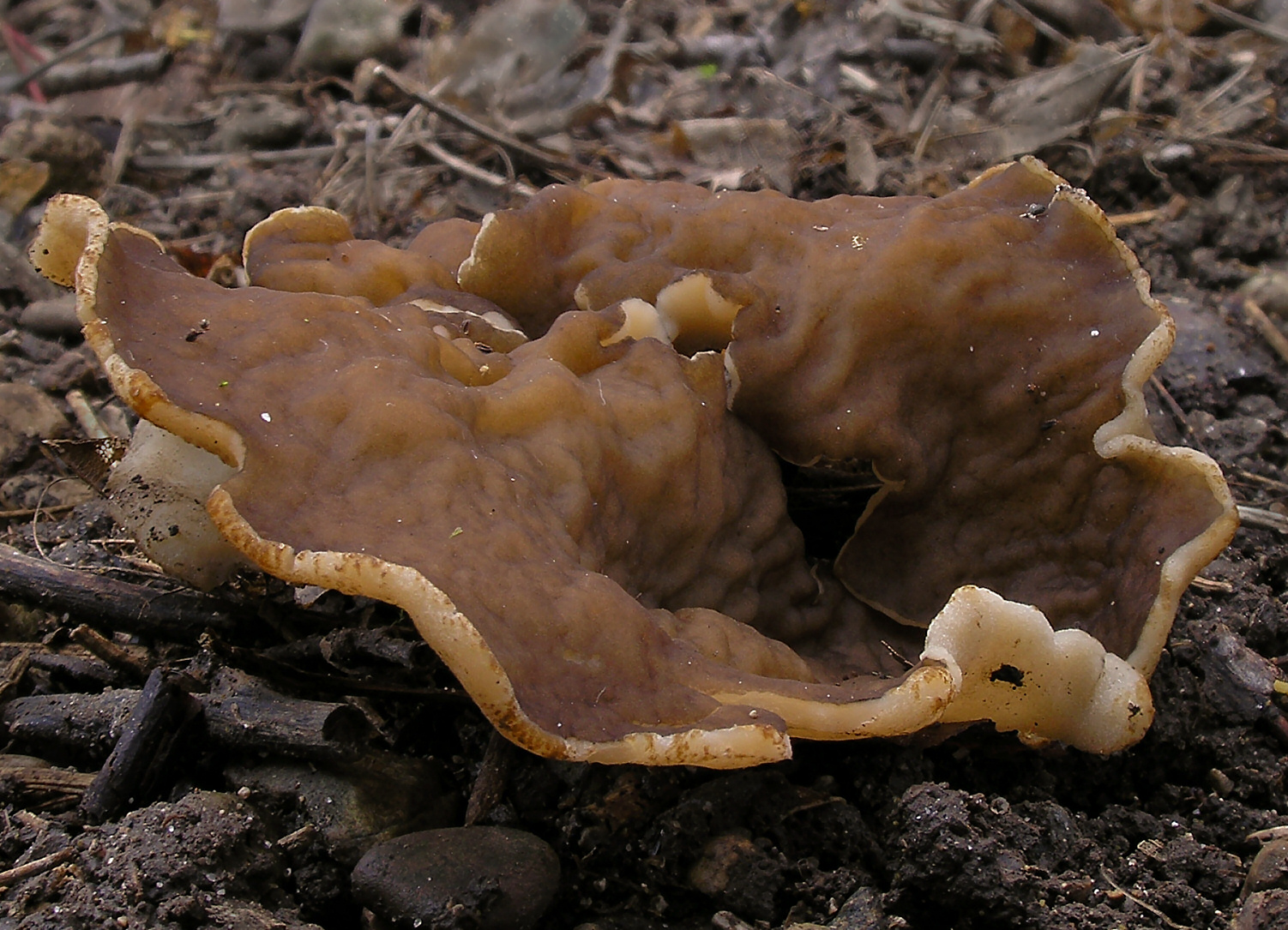
Disciotis venosa
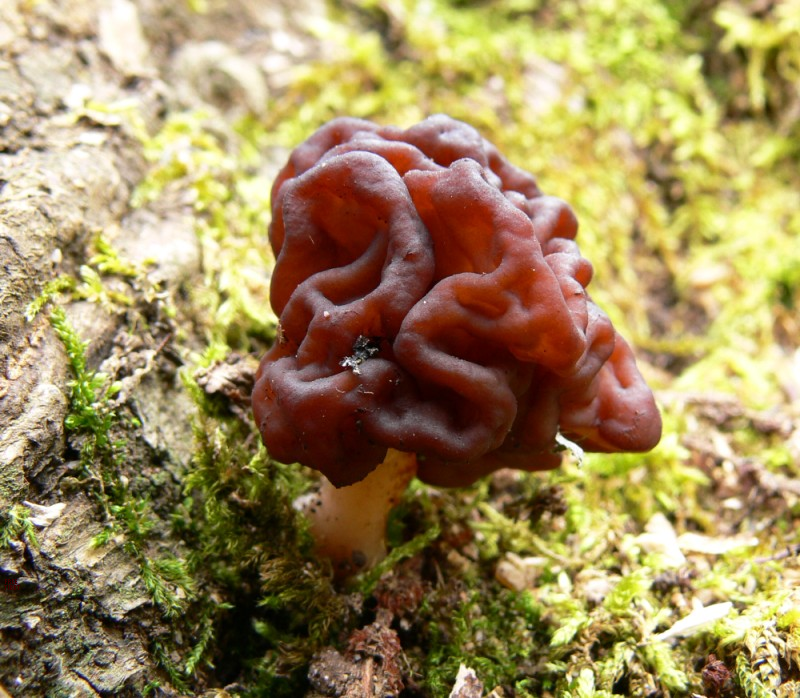
!!!Gyromitra esculenta!!!
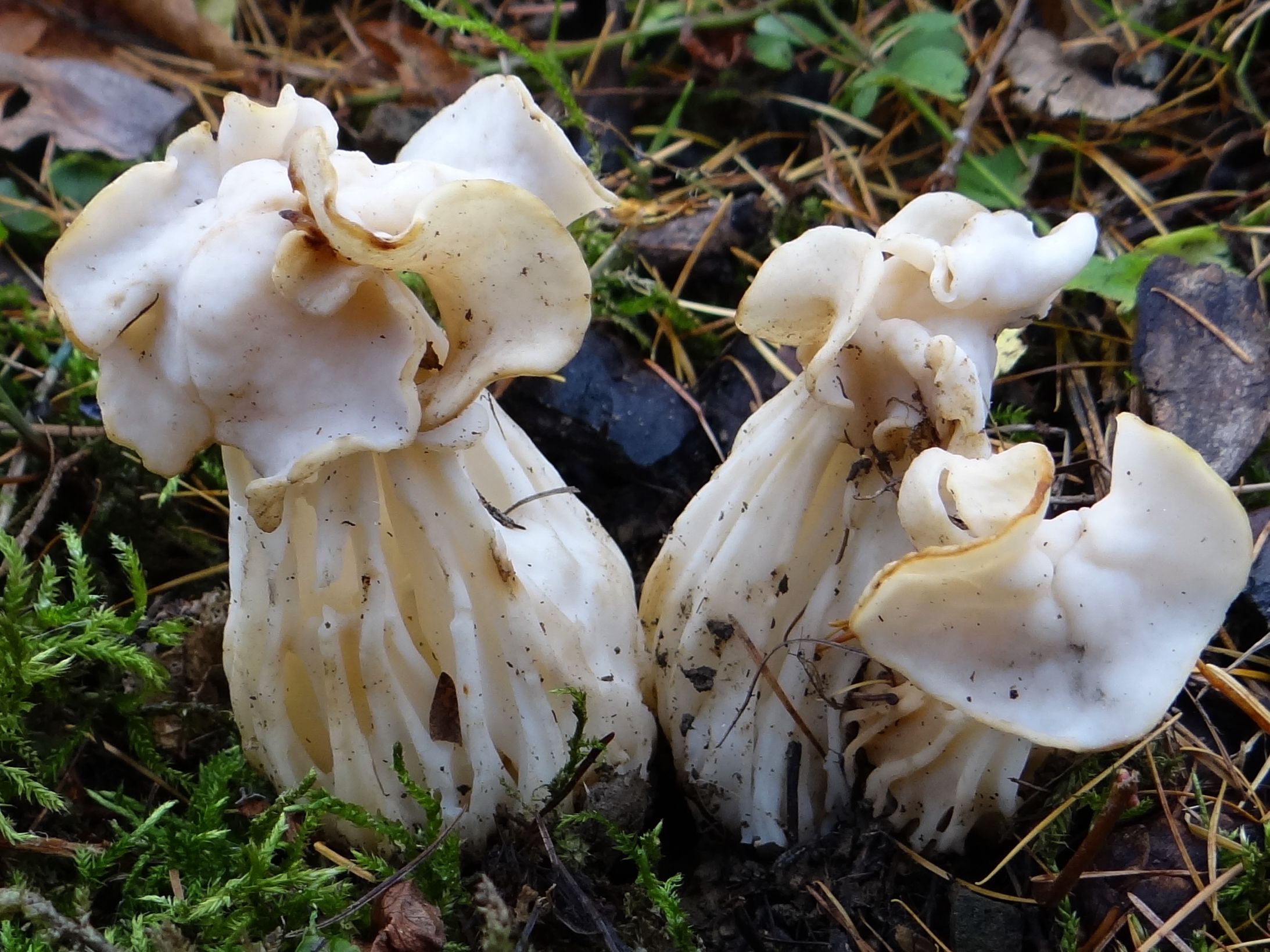
Helvella crispa
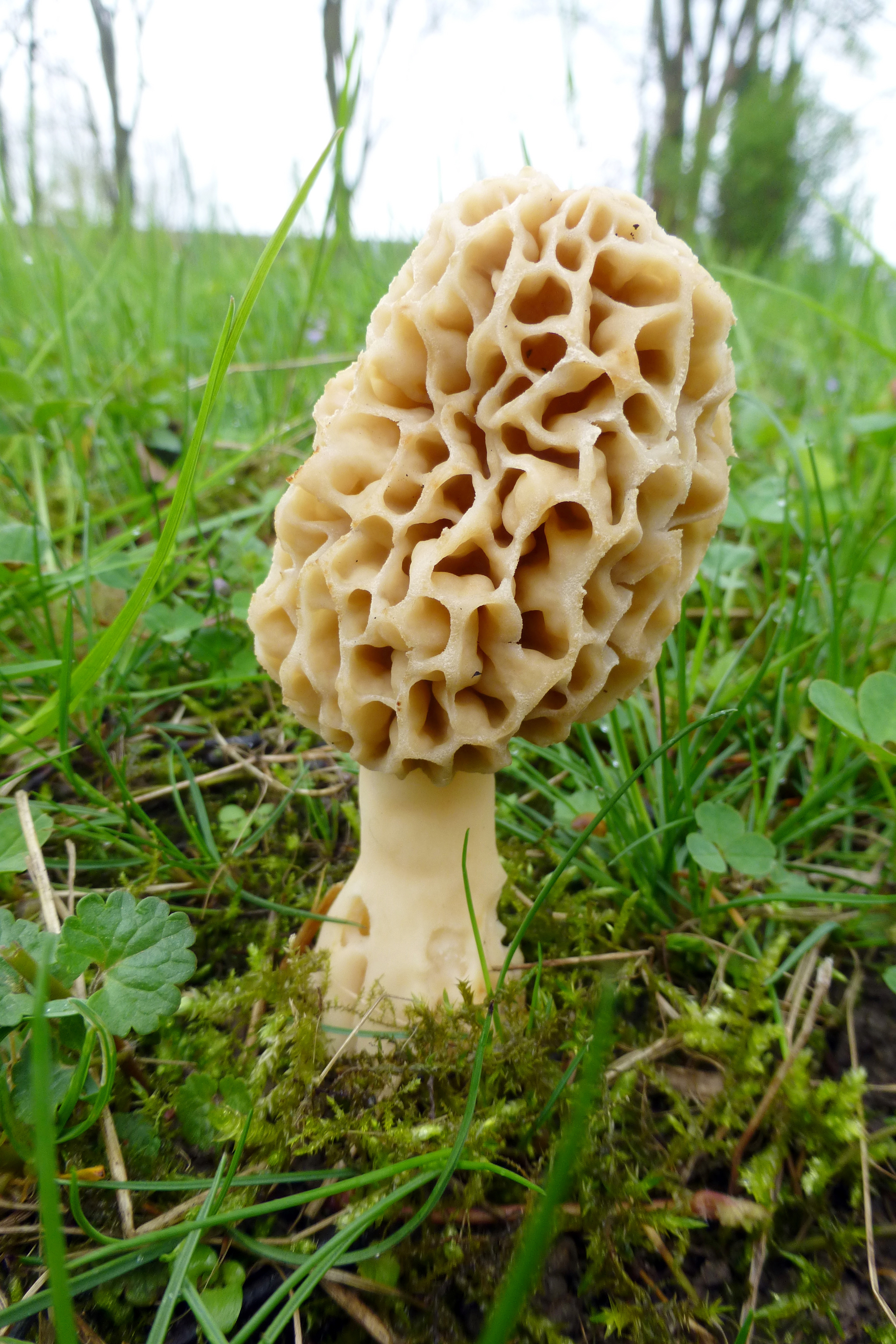
Morchella esculenta
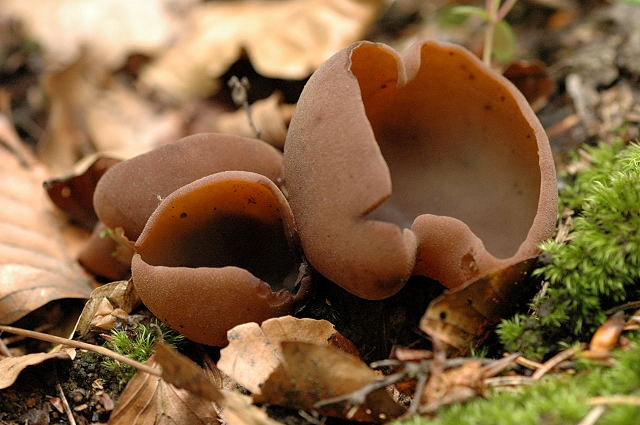
Peziza badia
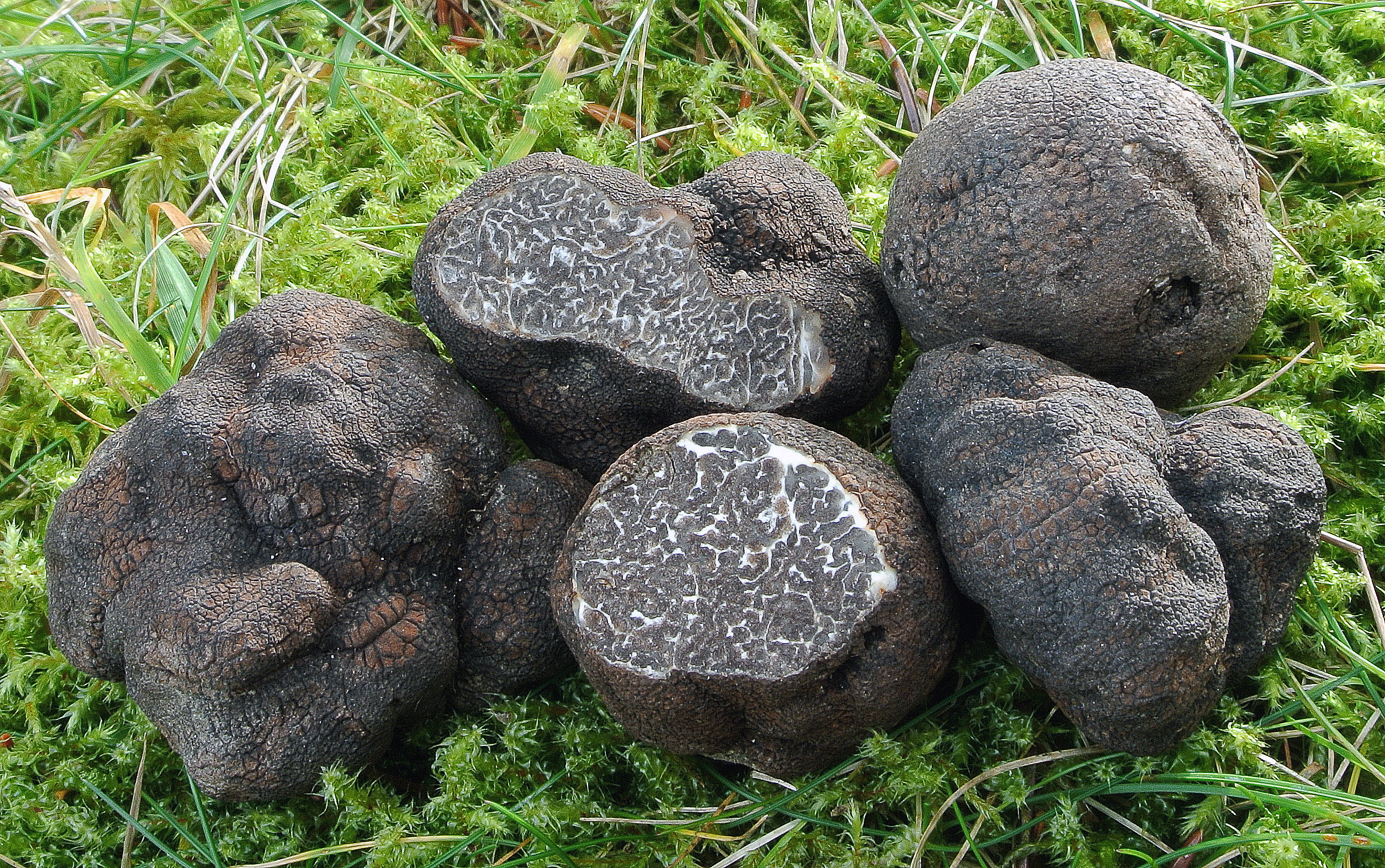
Tuber macrosporum
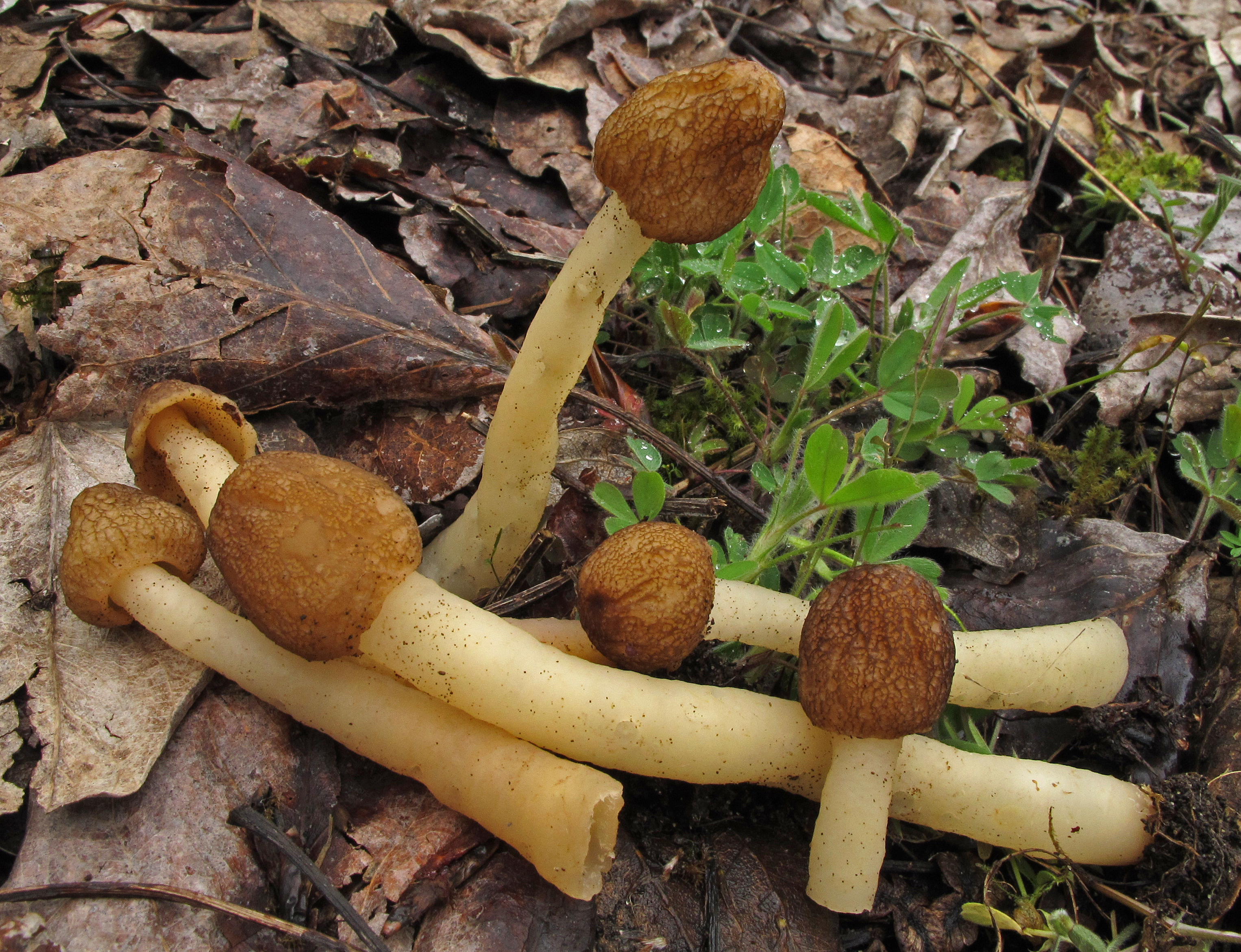
Verpa conica